# Ping Pong (videogioco)
Ping Pong, presentato anche come Konami's Ping Pong, è un videogioco arcade di tennistavolo pubblicato nel 1985 da Konami.
Successivamente la stessa Konami lo pubblicò anche per MSX e, con il titolo Smash Ping Pong (スマッシュピンポン), per Famicom Disk System. Imagine Software, allora già acquisita da Ocean Software, realizzò conversioni ufficiali per Amstrad CPC, Commodore 64, ZX Spectrum e Commodore 16, quest'ultima uscita solo all'interno della raccolta 4 Konami Coin-op Hits. 
Per Commodore 64 a breve distanza uscì anche Superstar Ping Pong, molto simile nell'aspetto, ma non legato a Konami.
Riproduzioni rétro apparvero successivamente in Virtual Console (2008), Game Room (Game Pack 005, 2010) e nella raccolta Konami Antiques: MSX Collection Vol. 1 per PlayStation (1997).

## Modalità di gioco
La schermata di gioco mostra il tavolo da ping-pong in prospettiva tridimensionale fissa, con il pubblico ai lati, mentre i due contendenti sono rappresentati solo dalla rispettiva racchetta, sorretta da una mano fluttuante. Il lato del giocatore umano si trova nella parte bassa dello schermo, mentre quello del computer o del secondo giocatore nella parte alta, con ampiezza apparentemente minore per via della prospettiva.
Il posizionamento della racchetta è automatico e i giocatori hanno il controllo solo su quando e come colpire la pallina (solo quando si deve servire palla, il joystick serve anche per il piazzamento orizzontale iniziale della racchetta). Si possono effettuare quattro tipi di colpo: rovescio, topspin, battuta o schiacciata e taglio. Se si aziona in anticipo il colpo, la pallina tenderà ad andare verso l'interno, mentre se si tarda leggermente andrà verso l'esterno.
Un livello del gioco consiste in un singolo set agli 11 punti, ma in caso di 10-10 si arriva ai 12 e così via fino a un massimo di 15. C'è anche un punteggio cumulativo complessivo, che dipende dal tipo di colpi effettuati e dallo scarto di punti con cui si supera ciascun livello. Si può cominciare la partita da un livello a scelta tra il 1° e il 5°.